# Ла-Турет-Кабардес
Ла-Туре́т-Кабарде́с (фр. La Tourette-Cabardès) — коммуна во Франции, находится в регионе Лангедок — Руссильон. Департамент коммуны — Од. Входит в состав кантона Мас-Кабардес. Округ коммуны — Каркасон.
Код INSEE коммуны — 11391.

## Население
Население коммуны на 2008 год составляло 23 человека.
| 1962 | 1968 | 1975 | 1982 | 1990 | 1999 | 2008 |
| ---- | ---- | ---- | ---- | ---- | ---- | ---- |
| 35   | 36   | 26   | 19   | 25   | 32   | 23   |

## Экономика
В 2007 году среди 14 человек в трудоспособном возрасте (15—64 лет) 9 были экономически активными, 5 — неактивными (показатель активности — 64,3 %, в 1999 году было 52,9 %). Из 9 активных работали 7 человек (5 мужчин и 2 женщины), безработными были 2 женщины. Среди 5 неактивных 1 человек был учеником или студентом, 2 — пенсионерами, 2 были неактивными по другим причинам.

## Достопримечательности
- Церковь св. Анны (XV век), в 1948 году включена в число исторических памятников
- Крест Ла-Турет-Кабардес